# Dendrobium piranha
Dendrobium piranha là một loài thực vật có hoa trong họ Lan. Loài này được C.L.Chan & P.J.Cribb mô tả khoa học đầu tiên năm 1994.